# Blepharis longispica
Blepharis longispica är en akantusväxtart som beskrevs av C. B. Cl.. Blepharis longispica ingår i släktet Blepharis och familjen akantusväxter. Inga underarter finns listade i Catalogue of Life.